# جیمز مک‌کللند
جیمز لوید مک‌کلِلند (متولد ۱ دسامبر ۱۹۴۸) استاد روانشناسی دانشگاه استنفورد است. وی به دلیل کار بر روی آموزش آماری و پردازش گسترده موازی شهرت دارد که در آن مدل‌های پیوندگرا (یا شبکه‌های عصبی) را برای تبیین پدیده‌هایی نظیر تشخیص لغات شنیداری و تشخیص لغات دیداری به کار برده است. مک‌کللند تا حد زیادی در رشد گرایش به پیوندگرایی در دهه ۸۰ نقش داشته‌است.

## زندگی
مک‌کللند در اول دسامبر ۱۹۴۸ به دنیا آمد. والدین وی والتر مور و فرانسیس شفر مک‌کللند بودند. وی مدرک لیسانس را در رشته روانشناسی در سال ۱۹۷۰ از دانشگاه کلمبیا دریافت کرد. در ۱۹۷۵ در رشته علوم شناختی در مقطع دکتری فارغ‌التحصیل شد. وی در ۶ می ۱۹۷۸ با هیدی مارشا فلدمن ازدواج گرد که حاصل آن دو فرزند دختر است.

## اشتغال
در سال ۱۹۸۶ مک‌کللند کتاب پردازش گسترده موازی: کاوشی در ریزساخت‌های شناخت را با همکاری دیوید راملهارت منتشر کرد. این کتاب دو جلدی نزد محققان علوم شناختی به عنوان انجیل پیوندگرایی شناخته می‌شود. تمرکز کنونی وی بر روی آموزش، پردازش حافظه، و زبانشناسی روان است که همچنان در چارچوب مدل‌های پیوندگرا است. وی رئیس پیشین کمیته جایزه راملهارت بود و موفق به کسب این جایزه در سال ۲۰۱۰ در کنفرانس سالانه علوم شناختی در اورگان، پرتلند شد.
مک کللند و دیوید راملهارت به دلیل مباحثی که با استیون پینکر و آلن پرنس داشتند شناخته شده‌اند. این مباحث به نحوه پردازش افعال گذشته اختصاص داشت.
در پاییز ۲۰۰۶ مک کللند از دانشگاه کارنگی ملون به دانشگاه استنفورد نقل مکان کرد و به تدریس روانشناسی و علوم اعصاب-شناختی پرداخت. وی همچنین به طور نیمه وقت، به عنوان استاد مشاور در واحد تحقیقاتی زبان‌پریشی و علوم اعصاب در دانشگاه منچستر مشغول به کار است.

## جوایز
- جایزه ذهن و مغز
- جایزه گرمیر دانشگاه لوییویل در روانشناسی - ۲۰۰۲
- جایزه ویلیام دبلیو. کامینگ از دانشگاه کلمبیا - ۱۹۷۰
- جایزه ارتقاء اشتغال دانشمندان محقق از مؤسسه ملی سلامت روان - ۱۹۸۱–۸۶، ۱۹۸۷–۹۷
- بورس بنیاد ملی علوم - ۱۹۷۰–۷۳
- جایزه راملهارت - ۲۰۱۰
- جایزه سی.ال. دِ کاروالیو-هنکن - ۲۰۱۴

## پیوندهای مرتبط
- دیوید راملهارت
- پردازش گسترده موازی
- پیوندگرایی